# HD16693
HD16693 — хімічно пекулярна зоря спектрального класу
B9 й має видиму зоряну величину в смузі V приблизно 8,5.

## Пекулярний хімічний вміст
HD16693 належить до ртутно-манганових зір й її зоряна атмосфера має підвищений вміст Hg та Mn.